# Nubjeperra Intef
Nubjeperra Intef, o Intef V (o VII), fue un faraón de la dinastía XVII que gobernó c. 1625-1622 a. C.
La esposa de Intef fue la reina Sobekemsaf, hija del gobernante de Edfu.

## Testimonios de su época
Vestigios de las actividades constructivas del rey se encuentran en Coptos, Abidos y Karnak. 
En Gebel Intef la expedición de la Universidad de Chicago, de 1993-1994, localizó un dintel en piedra arenisca, de una capilla, inscrito con el cartucho egipcio del nombre de Trono de Intef V, Nubjeperra Intef, y un bloque del templo con vestigios del nombre de Horus, Neferjeperu "de perfectas manifestaciones". 
Un decreto de Coptos, grabado en el 3º año del reinado de Intef, anuncia el despido del alcalde Teti por favorecer a sus enemigos, aparentemente.
La tumba de Intef fue descubierta por Auguste Mariette durante 1860, en la necrópolis de Dra Abu el-Naga, en Tebas occidental; es mencionada en el papiro Abbott, en época de Ramsés IX, comentando los inspectores que su tumba está algo dañada, pero intacta. 
Posiblemente perteneció a Intef el sarcófago que actualmente se encuentra en Londres, y cuya momia se desintegró en pedazos en el momento del descubrimiento.
Daniel Polz, el director de una misión Alemano-Egipcia, informó, en 2001, del descubrimiento en la necrópolis de Dra Abu el-Naga de la base de una pirámide perteneciente a Nubjeperra. La zona fue excavada en el siglo XIX pero se habían perdido todos los informes de estos hallazgos. La localización fue posible por un papiro del Museo Británico, de la dinastía XX, que reseñaba los enterramientos de este periodo.

## Titulatura
| Titulatura | Jeroglífico | Transliteración (transcripción) - traducción - (referencias) |

| G5 |

| G5 |

| nfr | xpr | Z3 |

| nfr | xpr | Z3 |

| nfr | xpr | Z3 |

| nfr | xpr | Z3 |

| G5 |

| G5 |

| nfr | xpr | Z3 |

| nfr | xpr | Z3 |

| nfr | xpr | Z3 |

| nfr | xpr | Z3 |

| ra | nbw | xpr |

| ra | nbw | xpr |

| ra | nbw | xpr |

| ra | nbw | xpr |

| ra | nbw | xpr |

| ra | nbw | xpr |

| ra | nbw | xpr |

| ra | nbw | xpr |

| ra | nbw | xpr |

| ra | nbw | xpr |

| ra | nbw | xpr |

| ra | nbw | xpr |

| ra | nbw | xpr |

| ra | nbw | xpr |

| ra | nbw | xpr |

| ra | nbw | xpr |

| W25 | i | N35 · X1 · I9 |

| W25 | i | N35 · X1 · I9 |

| W25 | i | N35 · X1 · I9 |

| W25 | i | N35 · X1 · I9 |

| W25 | i | N35 · X1 · I9 |

| W25 | i | N35 · X1 · I9 |

| W25 | i | N35 · X1 · I9 |

| W25 | i | N35 · X1 · I9 |

| W25 | i | N35 · X1 · I9 |

| W25 | i | N35 · X1 · I9 |

| W25 | i | N35 · X1 · I9 |

| W25 | i | N35 · X1 · I9 |

| W25 | i | N35 · X1 · I9 |

| W25 | i | N35 · X1 · I9 |

| W25 | i | N35 · X1 · I9 |

| W25 | i | N35 · X1 · I9 |

## Otras hipótesis
Algunos académicos sitúan a Nubjeperra Intef, Intef V, precediendo a Sejemra Upmaat Intef, Intef VI, también faraón de la dinastía XVII, o como su sucesor.